# Maialino pancia a tazza
Il maialino pancia a tazza, detto anche maialino vietnamita o maialino thailandese, è una varietà di maiale domestico originario del Vietnam con più di quattordici sotto-razze.
Notevolmente più piccolo di un comune suino domestico americano o europeo, il maialino pancia a tazza raggiunge le dimensioni di un cane di media-grossa taglia. Tuttavia essendo tali maiali caratterizzati da un volume assai più elevato di quello un cane, il relativo peso è tra i 40 ed i 90 chili da adulti. I maialini pancia a tazza sono facilmente distinguibili dalle altre razze di suini per via delle loro dimensioni ridotte, delle orecchie verticali e della coda dritta e non arrotolata come quella di un comune suino europeo. I maialini pancia a tazza di razza pura hanno colorazioni del mantello bianche, nere o miste tra bianco e nero.

## In Vietnam
Visto che i maialini pancia a tazza sono della stessa specie degli altri suini domestici ed anche di quelli selvatici, è possibile ottenere degli individui con caratteristiche intermedie. Il Ministero dell'agricoltura svedese assiste il Vietnam nell'allevamento di maiali dal 1980, introducendovi esemplari di grossa taglia. Il governo svedese e quello vietnamita si sono resi conto che i maialini pancia a tazza indigeni puri esistono solo nelle zone montagnose del Vietnam e della Thailandia. Per questo motivo, il governo vietnamita ha cominciato a fornire sussidi a quegli allevatori che decidono di allevare i maialini pancia a tazza puri, visto che, tra l'altro, sono meno prolifici e grandi degli altri suini.

## Definizioni e sviluppo
I suini maschi destinati alla riproduzione vengono chiamati verri (singolare verro) e le femmine vengono chiamate scrofe (singolare scrofa). Il termine maiale è riservato al suino maschio o femmina castrato, da destinare alla macellazione. Anche l'adozione di un suino come animale da compagnia presuppone la castrazione per diminuire l'aggressività, ed anche il taglio delle zanne, che nel maschio adulto diventano lunghe e pericolose. I suini diventano fertili ben prima del raggiungimento del completo sviluppo fisico. I maialini pancia a tazza sono considerati completamente maturi quando raggiungono i 2-3 anni di età.

## Diffusione
I maialini pancia a tazza vengono allevati come animali da compagnia sia negli USA (fin dagli anni ottanta, circa) che in Europa, anche se la pratica è molto più diffusa nel Nord America. Allevarli ed insegnare loro ogni genere di trucco, con lo stimolo di un premio sotto forma di cibo, è assai facile visto che si tratta di animali molto intelligenti. Si è dimostrato che un maiale è intelligente al pari un cane o di un gatto. Molti padroni di maialini pancia a tazza portano questi animali a spasso con guinzagli per cani, spesso modificati, anche se in genere basta una pettorina particolarmente larga. Un maialino pancia a tazza può anche usare, per i propri bisogni, una normale lettiera di dimensioni però particolarmente elevate senza bisogno di alcun addestramento addizionale, proprio come avviene per i gatti.

## Longevità

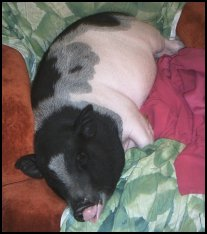
Un maialino pancia a tazza mentre sonnecchia su di una poltrona

I maialini pancia a tazza sono diffusi in America solo dagli anni '80 ed in Europa da molto meno, per cui, è difficile stabilire statisticamente una normale durata vitale per questi animali. Le stime parlano di minimo 15 anni di vita e massimo 30, con una vita media di circa 20 anni per un maiale sano ed allevato scrupolosamente. L'allevamento, infatti, svolge un fattore fondamentale nella durata della vita di qualunque maiale. Un maiale mantenuto con una buona dieta, sana e non esagerata, ha anche bisogno di svolgere spesso esercizio fisico per poter vivere a lungo. Proprio come avviene per i comuni esseri umani. Visto l'istinto intrinseco nel maiale per la ricerca di cibo, tuttavia, questi animali sono particolarmente esposti ai pericoli relativi all'obesità ed all'eccesso di colesterolo.
Il Kunekune neozelandese è un'altra razza notevolmente più grande del comune maialino vietnamita, ma sempre più piccola del suino domestico da allevamento. I maialini Kunekune sono parecchio diffusi in Inghilterra, in cui sono stati importati nei primi anni novanta.